# Alfredo Moser
Pour les articles homonymes, voir Moser.
Alfredo Moser est un mécanicien et inventeur brésilien. Il est connu pour avoir inventé la « lampe de Moser » qui a ensuite été adoptée par l'ONG Liter of Light.

## Biographie
Brésilien né à Itajaí, a travaillé à Brasília pendant les années 1970. En 1980, il déménage à Uberaba, où il développe l'idée de créer sa future lampe à partir de bouteilles en plastique,.

### Lampe de Moser
| Bleu: Bouteille contenant eau et eau de Javel |
| Vert: Colle ou mastic                         |
| Violet: Plaque avec un trou                   |

Schéma en coupe de la lampe

Moser a inventé une lampe en 2002, en utilisant une bouteille en plastique remplie d'eau (additionnée d'un peu d'eau de javel pour éviter le verdissement) fixée dans un toit, qui fonctionne par réfraction de la lumière du soleil. Elle produit une luminosité similaire à une lampe à incandescence de 40 à 60 watts pendant les heures de lumière du jour, et n'utilise ni électricité ni puissance autre que la lumière naturelle. Elle s'installe facilement à travers un simple toit.